# Nemolestes
Nemolestes is een geslacht van uitgestorven buideldierachtigen. Het was een carnivoor die tijdens het Eoceen in Zuid-Amerika leefde. Nemolestes behoort tot de orde Sparassodonta.

## Fossiele vondsten
Fossielen van Nemolestes zijn gevonden in afzettingen in Patagonië in Argentinië (N. lagunafriensis en N. spalacotherinus), daterend uit de South American Land Mammal Ages Casamayoran. Fossielen uit Itaboraí-bekken in Brazilië werden voorheen toegeschreven aan N. brasiliensis, maar worden nu tot Silvenator gerekend.

## Kenmerken
Nemolestes was een middelgroot roofdier met een geschat gewicht van 5 tot 6,5 kilogram. Nemolestes is de oudst bekende hypercarnivoor behorend tot de Sparassadonta, wat wil zeggen dat het dier beter aangepast was aan een carnivore leefwijze dan tijdgenoten als Patene.

## Verwantschap
Nemolestes is het zustertaxon van de Borhyaenoidea.